# Edwin Grienauer
Edwin Grienauer (* 7. März 1893 in Wien; † 21. August 1964 ebenda) war ein österreichischer Bildhauer und Medailleur.

## Leben
Edwin Grienauer ist der Sohn des Cellisten Karl Grienauer und der Opernsängerin Helene Schott. Er studierte an der Wiener Kunstgewerbeschule, nachdem er bereits mit 19 Jahren seine ersten Porträt-Plaketten geschaffen hatte. Im Ersten Weltkrieg erlitt er eine Gesichtsverwundung. 1935 wurde Grienauer mit dem Titel „Professor“ ausgezeichnet und lehrte nach 1945 an der Akademie der bildenden Künste in Wien. Seit 1936 für die illegale NSDAP tätig, beantragte Grienauer am 17. Mai 1938 die reguläre Aufnahme in die Partei und wurde rückwirkend zum 1. Mai desselben Jahres aufgenommen (Mitgliedsnummer 6.308.978). Sein Atelier befand sich im Wiener Prater. Dort starb er 1964. Er wurde am Wiener Zentralfriedhof bestattet.
Der Künstler war ein ausgezeichneter Ruderer und wurde 1927 Österreichischer Meister im Doppelzweier. Olympische Medaillen erhielt er jedoch nicht als Ruderer, sondern im Kunstbewerb für Medaillen und Plaketten (Gold 1928, Amsterdam; Bronze 1948, London).

## Werke

Bildseite der 5-Schilling-Münze (1934) von Edwin Grienauer

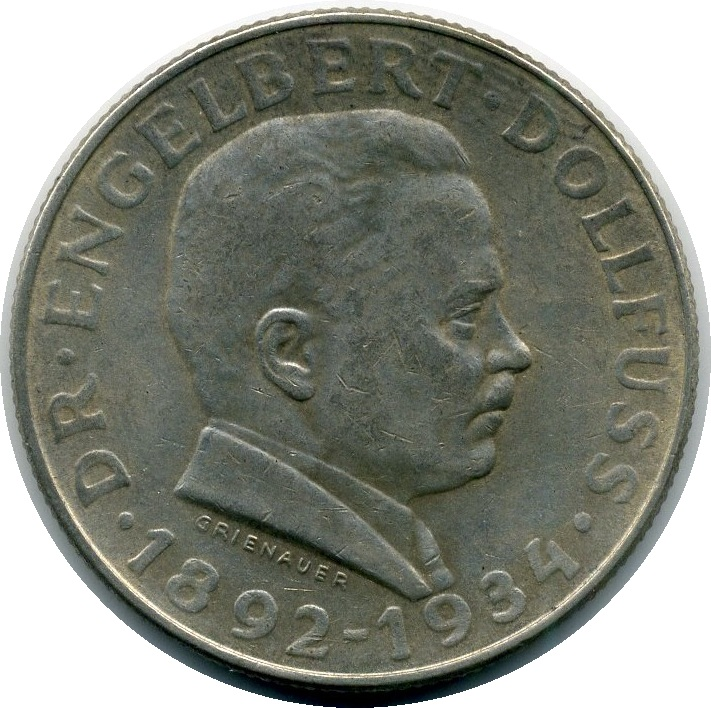
Bildseite der 2-Schilling-Münze Engelbert Dollfuß (1934) von Edwin Grienauer

Grienauer ist besonders für seine Münzen (Signatur: GRIENAUER; EG) und Medaillen bekannt, schuf aber auch viele Skulpturen, die heute noch in Wien zu sehen sind. Seine Münzen waren in Österreich und Liechtenstein im Umlauf. Die bekanntesten Werke sind:
- Wertseite der Ein-Schilling-Münze (im Umlauf von 1959 bis 2002)
- Bildseiten von Zwei-Schilling-Münzen, z. B. Schubert 1928, Billroth 1929, Mozart 1931, Haydn 1932, Dollfuß 1934, Savoyen 1936
- Bildseiten von 5-Schilling-Münzen 1934–1936 und 100-Schilling-Münzen 1935–1938 Magna Mater Austriae
- Bild- und Wertseiten von 25 Schilling-Münzen: Mozart 1956, Mariazell 1957, Bruckner 1962, Savoyen 1963, Grillparzer 1964
- Bild- und Wertseiten von 50 Schilling-Münzen: Tiroler Freiheit 1959, Olympische Winterspiele 1964
- Bild- und Wertseiten von 25- 50- und 100-Franken-Münzen Liechtenstein 1952 Franz Joseph II. und Gina von Liechtenstein
- Medaille der Kammer der gewerblichen Wirtschaft „Für treue Mitarbeit“
- Medaille „Für Verdienste um die Republik Österreich“
- Heilige Margarethe und Herz-Jesu-Statuen in der Kirche St. Othmar, Wien (3. Bezirk)
- Marienstatue in der Kirche St. Christoph, Baden bei Wien
- Relief am Kunsthistorischen Museum, Wien
- Tabernakel (im Archiv) und Bodenfliesen im Dom zu St. Stephan, Wien
- Geschnitzter Kruzifix in der Pfarrkirche Johannes Kapistran in Wien-Brigittenau, um 1960

Ein Werkverzeichnis von Grienauer wurde weder zu Lebzeiten noch nach seinem Tode erstellt. Erst 2003 begann das Institut für Numismatik der Universität Wien mit der Aufarbeitung von Grienauers Nachlass. Das Institut verwaltet einen großen Teil des numismatischen Nachlasses als Dauerleihgabe. Neben Medaillen und Münzen enthält dieses Material auch Zeichnungen, Modelle und Prägestempel, welche die Entstehungsschritte und verschiedenen Herstellungstechniken von Medaillen veranschaulichen.